# 多賀台
多賀台（たがだい）は、青森県八戸市の町名。多賀台一丁目から四丁目まである。

## 概要
多賀台団地は、青森県八戸市の北部にある郊外住宅団地である。八戸市の北側に隣接するおいらせ町から北に1キロほどの距離にあり、八戸市中心市街地に位置する八戸市庁から多賀台団地までは、北北西側に直線で約9キロに位置する。周囲は大字市川町に囲まれている。

## 歴史
多賀台団地は1966年（昭和41年）に造成が始まった団地で、八戸市の中では、旭ヶ丘団地に次いで二番目に古い住宅団地である。八戸市では1964年に新産業都市指定され、臨海部に大規模工場が次々と立地したため、工場労働者のための社宅確保と、市の人口急増の受け皿として多賀台団地は建設された。
1995年ごろまでは「多賀台ショッピングセンター」があった。
現在、「多賀台ショッピングセンター」は旧多賀台クラブである。

### 沿革
- 1889年（明治22年）4月1日 - 町村制施行により三戸郡市川村に属する。
- 1955年（昭和30年）4月1日 - 八戸市に編入され[3]、大字市川町に属する[4]。
- 1966年（昭和41年）11月20日 - 町の新設により、大字市川町字北雷平、字南雷平、字高森の一部が多賀台一丁目から四丁目に変更される[5]。

### 町名の変遷
| 実施後       | 実施年月日     | 実施前（各字名ともその一部）             |
| ------------ | -------------- | ---------------------------------------- |
| 多賀台一丁目 | 1966年11月20日 | 大字市川町字北雷平、同字南雷平、同字高森 |
| 多賀台二丁目 | 1966年11月20日 | 大字市川町字北雷平、同字南雷平、同字高森 |
| 多賀台三丁目 | 1966年11月20日 | 大字市川町字北雷平                       |
| 多賀台四丁目 | 1966年11月20日 | 大字市川町字北雷平                       |

なお、住居表示は実施されていない。

## 団地計画データ
- 総面積 - 47万平方メートル。
- 計画住宅戸数 - 1568戸
- 計画人口 - 6,000人
- 事業費 - 5億円

『北奥羽の現勢 1970年版』デーリー東北、6ページによる。

## 世帯数と人口
2017年（平成29年）4月30日現在の世帯数と人口は以下の通りである。
| 丁目         | 世帯数  | 人口    |
| ------------ | ------- | ------- |
| 多賀台一丁目 | 168世帯 | 382人   |
| 多賀台二丁目 | 304世帯 | 720人   |
| 多賀台三丁目 | 157世帯 | 369人   |
| 多賀台四丁目 | 203世帯 | 485人   |
| 計           | 832世帯 | 1,956人 |

## 教育
- 八戸市立多賀台小学校

## 交通

### 道路
西側で国道45号と接している。

## 参考資料
- 住所毎男女世帯数リスト 平成20年 八戸市